# スタントマン殺人事件
『スタントマン殺人事件』（英: Stunts）は、1977年のアメリカ映画。

## ストーリー
セントルイス。とあるアクション映画の撮影中に若いスタントマンが事故死する。しかし、同じくスタントの仕事をしている兄のグレン・ウィルソンは、事故で片づけられたことに納得せず、独自に事件を捜査する。

## キャスト
- ロバート・フォスター：グレン・ウィルソン
- フィオナ・ルイス：B・J・パースウェル
- ジョアンナ・キャシディ：パティ・ジョンソン
- ダレル・フェティ：デイヴ・アリソン
- ブルース・グローヴァー：チャック・ジョンソン
- ジェームズ・ルイジ：アルヴィン・ブレイク
- レイ・シャーキー：ポール・サラーノ
- リチャード・リンチ：ピート・ラスティグ
- キャンディス・ライアルソン：ジュディ・ブレイク
- H・B・ハガティ